# Billion Tree Campaign
La Billion Tree Campaign è una campagna lanciata nel 2006 da parte del Programma delle Nazioni Unite per l'Ambiente per far fronte al problema del riscaldamento globale, della sfida della sostenibilità e per evitare la perdita di biodiversità. Nel 2007 vennero già piantati un miliardo di alberi, l'anno dopo venne portata a 7 miliardi che nel 2009 venne superato. Nel 2011 vennero piantati 12 miliardi di alberi. L'UNEP ha lasciato la gestione del programma alla fondazione Plant for the Planet.

## Albo d'oro dei 10 principali Paesi
Diverse nazioni si sono impegnate nel programma di piantumazione di alberi. Nel 2015 si sono superate i 14 miliardi di alberi piantati nel mondo. Le principali 10 sono:
- Cina 2,8 miliardi
- India 2,1 miliardi
- Etiopia 1,6 miliardi
- Messico 785 milioni
- Turchia 716 milioni
- Nigeria 612 milioni
- Kenya 455 milioni
- Peru 246 milioni
- Myanmar 191 milioni
- Cuba 137 milioni